# Gerard Wielaert
Gerardus Jozefus Maria Gerard Wielaert (8 november 1952) is een Nederlands voormalig betaald voetballer. Wielaert speelde onder meer voor Willem II, FC Utrecht en Heerenveen.
In 2002 werd Wielaert aangesteld als technisch directeur en hoofd scouting van Willem II. In 2004 werd hij als technisch directeur opgevolgd door Barry Hulshoff. Daarna was Wielaert nog tot 2007 werkzaam als hoofd scouting bij Willem II. In 2007 werd Wielaert in deze functie opgevolgd door Kees Zwamborn, die tevens werd aangesteld als technisch directeur. Na zijn vertrek bij Willem II werd Wielaert aangesteld als scout bij FC Twente, waar toen ook zijn zoon Rob Wielaert actief was. In 2010 werd Wielaert als technisch directeur aangesteld bij Roda JC, als opvolger van de naar Feyenoord vertrokken Martin van Geel. In 2011 werd via een rechtszaak zijn arbeidscontract vervroegd beëindigd. In oktober 2016 keerde Wielaert opnieuw als hoofd scouting terug bij Willem II, de club waar hij in het verleden al 22 jaar aan was verbonden.

## Persoonlijk
Wielaert is een oom van voetballer Joris Mathijsen. Zijn zoon Rob Wielaert speelt bij Melbourne Heart.